# George Svendsen
George Peter Svendsen, Junior (* 22. März 1913 in Minneapolis, Minnesota, USA; † 6. August 1995 ebenda) war ein US-amerikanischer American-Football- und Basketballspieler. Er spielte Football in der National Football League (NFL) bei den Green Bay Packers.

## Spielerlaufbahn

### Collegekarriere
Svendsen besuchte in einem Vorort von Minneapolis die Highschool. Er studierte an der Oregon State University und wechselte danach an die University of Minnesota, wo er für die Minnesota Golden Gophers Football spielte. In den Jahren 1934 und 1935 blieb seine Mannschaft ungeschlagen und gewann jeweils acht Spiele. Die Minnesota Golden Gophers wurden danach von der US-amerikanischen Sportpresse zu den nationalen Collegemeistern erklärt.

### Profikarriere
George Svendsen schloss sich 1935 den Green Bay Packers an, die von Curly Lambeau trainiert wurden. Die Packers waren eine Mannschaft mit zahlreichen namhaften Spielern, wie den späteren Mitgliedern der Pro Football Hall of Fame Walt Kiesling, John McNally oder dem Quarterback Arnie Herber.
Svendsen spielte in der Offense der Mannschaft als Center und hatte dabei die Aufgabe den eigenen Quarterback zu schützen und dem Halfback McNally den Weg in die Endzone frei zu blocken. Zudem spielte er neben Clarke Hinkle, der gleichfalls in der Offense, als auch in der Defense zum Einsatz kam, als Linebacker in der Defense der Mannschaft. 1936 konnten die Packers 11 ihrer 13 Spiele gewinnen und besiegten im NFL-Meisterschaftsspiel die Chicago Bears mit 21:6. Im Jahr 1937 stand auch sein Bruder Bud Svendsen bei den Packers unter Vertrag. Nach der regular Season 1938 musste sich Svendsen mit seiner Mannschaft im Endspiel den New York Giants mit 23:17 geschlagen geben. Svendsen setzte danach für zwei Jahre aus um eine Footballmannschaft an einer Highschool in Wisconsin zu trainieren. Ferner spielte er 1937 und 1938 bei den Oshkosh All-Stars, einer Profibasketballmannschaft der National Basketball League.
1940 kehrte er nach Green Bay zu den Packers zurück. Im Spieljahr 1941 gelang der Mannschaft von Svendsen nochmals der Einzug in das Endspiel. Das Spiel ging gegen die Bears mit 33:14 verloren. Während des Zweiten Weltkriegs diente er in der US Navy und diente auf einem Flugzeugträger im Pazifikkrieg spielte aber auch in einer Militärfootballmannschaft, den Iowa Seahawks. Er setzte nach dem Krieg seine Profilaufbahn nicht fort.

## Nach der Laufbahn
Nach Kriegsende kehrte George Svendsen zum Footballsport zurück und wurde Assistenztrainer an der University of Minnesota in seiner Geburtsstadt Minneapolis. Später war er für die San Francisco 49ers als Scout tätig. Zudem kommentierte er in lokalen Rundfunk- und Fernsehsendern Footballspiele und betrieb zusammen mit seinem Bruder Bud die Elektrofirma seines Vaters fort. Svendsen war verheiratet und lebte in Golden Valley. Er ist auf dem Fort Snelling National Cemetery in Minneapolis beerdigt.

## Ehrungen
Svendsen wurde einmal zum All-Pro gewählt. Er ist Mitglied im NFL 1930s All-Decade Team und in der Green Bay Packers Hall of Fame.